# En nat i august
En nat i august er en dansk kortfilm fra 1968, der er instrueret af Mogens Vemmer efter manuskript af Jørgen Stegelmann.

## Handling
Et sted i Nordsjællands sommerland - omgivet af augusttomme nabosommerhuse - skiftes to elskelige gamle damer til at underholde hinanden og deres overnattende gæster med natlige gyseroptrin, sindrigt iscenesat næsten a la Alfred Hitchcock. En nat er det den unge intetanende nevø, der med rædsel og undren kommer til at medvirke i det forbløffende og underfundige skuespil.